# Steven Waddington
Steven Waddington, född 28 november 1968 i Leeds, är en brittisk skådespelare. Han medverkade bland annat i filmen  Den siste mohikanen.

## Filmografi i urval
- 1991 – Edward II - Edvard II av England
- 1992 – Den siste mohikanen (film) - major Duncan Heyward
- 1995 – Carrington
- 1997 - Ivanhoe (TV-serie)
- 1999 – Sleepy Hollow - Killian
- 2003 – Boudica - kung Prasutagus
- 2005 – Breakfast on Pluto - Inspector Routledge
- 2007 – Arn - Tempelriddaren – Torroja
- 2007 – Robin Hood - Rickard Lejonhjärta
- 2007 – The Tudors (TV-serie) - hertigen av Buckingham
- 2012 – Hamilton – Men inte om det gäller din dotter – McCullen
- 2014 – The Imitation Game